# فرودگاه بین‌المللی تسل
فرودگاه بین‌المللی تسل (به انگلیسی: Texel International Airport) یک فرودگاه همگانی است که یک باند فرود چمن دارد و طول باند آن ۱۱۱۵ متر است. این فرودگاه در کشور هلند قرار دارد و در ارتفاع ۱ متری از سطح دریا واقع شده است.